# Vladimír Remek
Vladimír Remek (n. 26 septembrie 1948, České Budějovice) este primul cosmonaut ceh, erou al Uniunii Sovietice. În anul 2004 a fost ales membru al Parlamentului European din partea Cehiei, reales în 2009. Este membru al Partidului Comunist din Boemia și Moravia.

## Cariera militară
Începând cu anul 1966 a frecventat cursurile Școlii de Ofițeri de Aviație din Cașovia. În 1972 a fost trimis la studiu la Academia Militară de Aviație Iuri Gagarin din Moscova. Remek a absolvit cursurile academiei de aviație și a activat ca pilot militar al Cehoslovaciei. În 1976 a fost selecționat ca aspirant pentru zborul în spațiul cosmic și a luat parte la programul sovietic Interkosmos, ca pilot militar. Între 2-10 martie 1978 a zburat la bordul rachetei Sojuz 28 („Unirea”), timp de șapte zile, 22 de ore și 17 minute. Scopul misiunii a fost cuplarea rachetei Soiuz la stația orbitală Saliut 6.